# Religiös segregation
Religiös segregation är åtskillnaden av människor efter deras religion. Begreppet har använts på religionsbaserad segregation som sociologiskt fenomen, liksom segregation skapad efter lagar, både direkt och indirekt.
Begreppet religiös apartheid har också använts om situationer där människor segregeras efter religion, inklusive sociologiska fenomen.

## Bosnien och Herzegovina
Jonathan Steele från The Guardian har uttalat att Bosnien och Hercegovina är "en beroende, kvävd apartheidregim ". Enligt honom skapar FN:s inflytande i Bosnien och Hercegovina, under Högsta representanten for Bosnien och Hercegovina, som han beskriver som "FN-sanktionerad liberal imperialism", ett "beroende, som kväver det civila samhället, och bildar en väl synlig finansiell apartheid i vilket en internationell salariat styr över en krigsskadad och arbetslös lokalbefolkning."

## Iran
Islam är den officiella religionen i Iran, en teokrati ledd av Ayatollah, en religiös position. Iran räknar icke-muslimska monoteister till statusen dhimmis, både officiellt och genom tradition. USA:s utrikesdepartement har identifierat "rapporter om fängslanden, trakasserier, hotelser och diskriminering på grund av religiös tro" i Iran.
Det muslimska nätverket för Bahá'í Rights har rapporterat fall där Bahá'í-studenter blivit utslängda från universitet på grund av deras religion.
Enligt Times Higher Education, är Bahá'í-lärare skyldiga att avsäga sig sin tro för att undervisa på Irans universitet. 
Bahá'í finns inte bland de " erkända religiösa minoritieterna" i Irans konstitution. Bahá'í-tron anses avfällig i Iran 
Eftersom man tror på en profet (Bahá'u'lláh) som kom senare än Muhammad, vilket strider mot den islamska läran, där Muhammad räknas som den sista och slutliga budbäraren som sänts ut till mänskligheten.

## Saudiarabien

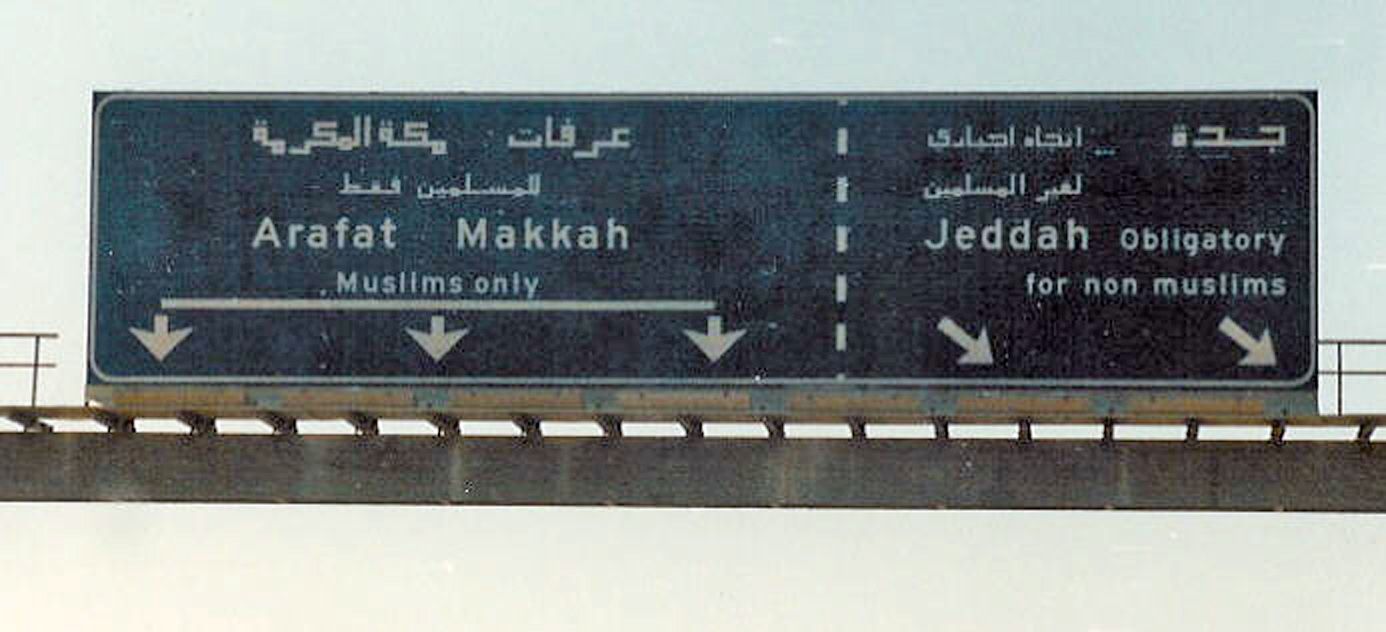
Vägskylt på en bilväg till Mecka, som förklarar att en riktning är "bara för muslimer" medan en annan är "obligatorisk för icke-muslimer". Religionspolis finns stationerad bakom avfarten på huvudvägen för att hindra icke-muslimer från att fortsätta in i Mecka.

Församlings- eller religionsfrihet existerar inte i Saudiarabien. Officiellt motiveras detta med att det inte finns några saudiska medborgare som inte är muslimer.
Fram till den 1 mars 2004, förklarade den saudiska statens officiella webbplats att judar var förbjudna att komma in i Saudiarabien.
I de heliga städerna Mekka och Medina, båda belägna i Saudiarabien, får bara muslimer komma in. Icke-muslimer får inte ta sig in eller resa genom Mekka; om de ändå försök kan de straffas med till exempel böter; vistelse i Mekka för icke-muslim kan leda till förvisning.
Restriktionen har orsakat problem för västerländska företag med verksamhet i städerna, då de bara kan anställa muslimer för att utföra arbete i staden, eller hitta sätt för sina anställda att arbeta utanför staden. Bell Canada, som arbetade med telefonverksamhet i Mekka och Medina under 1980-talet, hade kontor utanför stadens gränser, där icke-muslimska anställda kunde arbeta. Företaget drogs inför Canadian Human Rights Tribunal vid 1970-talets slut för anställningsdiskriminering baserd på religion (liksom kön).

## Storbritannien
London är en stad mer segregerad efter religion än hudfärg. 25% av Londons sju miljoner invånare bor i religiöst segregaterade grannskap efter eget val, inte efter lagstiftning.

### Fotnoter
1. ↑  Knox, H. M. (10 1973). ”Religious Segregation in the Schools of Northern Ireland”. British Journal of Educational Studies. http://www.jstor.org/pss/3120328. "...[S]egregated schooling, although in theory open to all, is in practice availed of by virtually only one denomination...." Also refers to pre-Partition religious schools which retained their exclusively Catholic demographics after Partition.
2. ↑  Norgren, Jill; Nanda, Serena (2006). American Cultural Pluralism and Law. Greenwood Publishing Group. sid. 132. ISBN 0275986926, quoting U.S. Supreme Court Justice Anthony Kennedy in Board of Education of Kiryas Joel Village School District v. Grumet: "...[D]rawing school district lines along the religious lines of the village impermissibly involved the state in accomplishing the religious segregation."
3. ↑  Akkaro, Anta (1 september 2000). ”Pakistan's Christians Demand End to 'Religious Apartheid' at Polls”. Christianity Today. http://www.christianitytoday.com/ct/2000/septemberweb-only/26.0b.html. Läst 18 augusti 2008.
4. ↑  "Religion In Schools".   The Big Debate.  29 januari 2008.  0:09:29 and 0:11:52 minuter in i programmet.  Arkiverad från originalet 21 september 2008. Hämtad 2011-04-04., in which Rabbi Dr Jonathan Romain says (at 0:09:29): "If you have separate Jewish, Catholic, Muslim, Sikh, Hindu schools, essentially you’re segregating children, you’re separating children" and (at 0:11:52): "It’s a religious apartheid society we’re creating."
5. ↑  Steele, Jonathan. Today's Bosnia: a dependent, stifled, apartheid regime. The Guardian, November 11, 2005.
6. ↑  International Federation for Human Rights (1 augusti 2003). ”Discrimination against religious minorities in Iran”. fdih.org. http://www.fidh.org/IMG/pdf/ir0108a.pdf. Läst 20 oktober 2006.
7. ↑  
U.S. Department of State (15 september 2005). ”International Religious Freedom Report 2006 - Iran”. USA:s utrikesdepartement. http://www.state.gov/g/drl/rls/irf/2006/71421.htm. Läst 8 november 2006.
8. ↑  ”Baha’i children in Egypt not being admitted to schools because of their faith”. Muslim Network for Bahá'í Rights. Arkiverad från originalet den 1 mars 2019. https://web.archive.org/web/20190301013418/http://www.bahairights.org/2007/07/18/bahais-in-iran-deprived-of-their-education/. Läst 3 augusti 2008.
9. ↑  ”School's Out for the Bahá'ís”. Mideast Youth. Arkiverad från originalet den 25 maj 2012. https://archive.is/20120525144733/http://www.mideastyouth.com/2008/07/06/schools-out-for-the-bahais/. Läst 3 augusti 2008.
10. ↑  ”Confidential Iran memo exposes policy to deny Bahá'í students university education”. Bahá'í World News Service. http://news.bahai.org/story/575. Läst 3 augusti 2008.
11. ↑  ”Segregation in Iran”. Times Higher Education. TSL Education Ltd. http://www.timeshighereducation.co.uk/story.asp?storyCode=203640&sectioncode=26. Läst 3 augusti 2008.
12. ↑  ”Discrimination against religious minorities in Iran”. FIDH. sid. 6. http://www.fidh.org/IMG/pdf/ir0108a.pdf. Läst 3 augusti 2008.
13. ↑  ”Iran: Religious minority reports arson attacks”. CNN. http://edition.cnn.com/2008/WORLD/meast/07/29/iran.arson/index.html?iref=nextin. Läst 3 augusti 2008.
14. ↑  ”Islam and apostasy”. Intervju med Ibn Warraq i The Religion Report. ABC Radio National (Australia). Arkiverad från originalet den 12 oktober 2011. https://web.archive.org/web/20111012073200/http://www.abc.net.au/rn/talks/8.30/relrpt/stories/s892997.htm. Läst 5 augusti 2008.
15. ↑  ”Bahá'í believers know freedom and oppression”. Clarion Ledger. http://www.clarionledger.com/apps/pbcs.dll/article?AID=/20080719/FEAT04/807190313/1022. Läst 3 augusti 2008. [död länk]
16. 1 2  Sandra Mackey's account of her attempt to enter Mecca in Mackey, Sandra (1987). The Saudis: Inside the Desert Kingdom. W. W. Norton & Company. sid. 63–64. ISBN 0393324176
17. ↑  ”Rapport från Utrikesdepartementet / Mänskliga rättigheter i Saudiarabien 2007”. Arkiverad från originalet den 23 augusti 2011. https://web.archive.org/web/20110823062633/http://www.manskligarattigheter.gov.se/dynamaster/file_archive/080326/5912a8fc67e2196243f5b6322344d8b9/Saudiarabien.pdf. Läst 17 januari 2015.
18. ↑  "Den officiella turismwebbplatsen förklarade att judar var förbjudna att lämna Saudiarabien; även om det inte tillämpades i praktiken." USA:s utrikesdepartement. Saudi Arabia, Country Reports on Human Rights Practices - 2004, 28 februari 2005.
19. ↑  ”Jews barred, said Saudi Web site”. CNN. 28 februari 2004. http://www.cnn.com/2004/WORLD/meast/02/28/visa.flap/index.html. Läst 2 juni 2008.
20. ↑  ”www.sauditourism.gov.sa”. Arkiverad från originalet den 6 februari 2004. https://web.archive.org/web/20040206173019/http://www.sauditourism.gov.sa/sct/indexlist.php?catid=39&maincat=Travel_Tips. Läst 21 juli 2008.
21. ↑  Cuddihy, Kathy (2001). An A To Z Of Places And Things Saudi. Stacey International. sid. 148. ISBN 1900988402
22. ↑  Orr, David (12 november 1987). ”BCI One Year Extension of Saudi Contract”. Bell Canada Enterprises. Arkiverad från originalet den 27 september 2011. https://web.archive.org/web/20110927220945/http://www.bce.ca/en/news/releases/be/1987/11/12/4083.html.
23. ↑  Mackey, Sandra (1987). The Saudis: Inside the Desert Kingdom. sid. 63–64
24. ↑  ”In the matter of the complaint of Canadian Human Rights Commission alleging discrimination in employment by Bell Canada”. Canadian Human Rights Tribunal. 30 januari 1981. Arkiverad från originalet den 15 november 2007. https://web.archive.org/web/20071115024516/http://www.chrt-tcdp.gc.ca/search/view_html.asp?doid=10&lg=_e&isruling=0. Läst 4 april 2011.
25. ↑  London's neighbourhoods 'segregated by religion' Arkiverad 2 april 2015 hämtat från the Wayback Machine.
26. ↑  Britain 'sleepwalking to segregation'